# O Dono do Mar
O Dono do Mar é um filme brasileiro de 2006, dirigido por Odorico Mendes.
Baseado no romance O Dono do Mar do ex-presidente José Sarney.

## Sinopse
O Dono do Mar mergulha no universo mítico dos pescadores do Maranhão, através da vida de Antão Cristório (Jackson Costa). Criado na dureza das lides do mar, esse homem de personalidade forte perde o filho, Jerumenho, ainda muito jovem, assassinado pela faca de um marido traído, numa festa de bumba-meu-boi. A insuperável perda do filho amado, preparado pelo pai, desde a infância, para sucedê-lo no trabalho da pesca e no domínio dos segredos do grande mar, tira para sempre de Antão Cristório a perspectiva de futuro. O pescador dá as costas para o amanhã e, de frente para o passado, conta a sua história.

## Elenco
- Jackson Costa como Antão Cristório
- Regiane Alves como Germana
- Isadora Ribeiro como Maria das Águas
- Daniela Escobar como Camborina
- Samara Felippo como Maria Quertibe
- Pepita Rodrigues como Geminiana
- Pither Jardan como Zequido